# Ștefan Bărboianu
Ştefan Niculae Bărboianu (Craiova, 24 gennaio 1988) è un calciatore rumeno, difensore o centrocampista del CSM Reșița.

## Caratteristiche tecniche
Terzino destro, Bărboianu può giocare anche come terzino sinistro o centrocampista esterno sulla fascia destra.

## Carriera

### Club
Ha giocato nella prima divisione rumena.

### Nazionale
Ha giocato nelle nazionali giovanili rumene Under-19 ed Under-21.